# Трифон Манолов
Трифон Манолов – Големия е български революционер, деец на Вътрешната македоно-одринска революционна организация.

## Биография
Трифон Манолов е роден в голобърденското село Стеблево. Влиза във ВМОРО и става един от ръководителите на Дримколската революционна околия. На 6 март 1906 година четата на Милош Павлов е предадена от сърбоманин и обградена при село Нерези. Милош Павлов се самоубива, за да не попадне в ръцете на аскера.
Според Милан Матов Милош Кръстев и Трифон Големия са предадени от селяните поради безчинствата си.